# Kreis Guttentag
Der Kreis Guttentag war von 1927 bis 1941 ein preußischer Landkreis in der Provinz Oberschlesien. Seine Kreisstadt war Guttentag (seit 1945 Dobrodzień). Das ehemalige Kreisgebiet liegt heute zum größten Teil im Powiat Oleski der Woiwodschaft Opole (Oppeln) in Polen.

## Verwaltungsgeschichte
Nachdem 1922 der Ostteil des Kreises Lublinitz mit den Städten Lublinitz und Woischnik vom Deutschen Reich an Polen abgetreten worden war, wurde zum 1. Januar 1927 aus den Landgemeinden Heine und Mischline aus dem Kreis Groß Strehlitz, der Landgemeinde und dem Gutsbezirk Thursy aus dem Kreis Rosenberg O.S. sowie aus dem im Deutschen Reich verbliebenen Teil des Kreises Lublinitz der Kreis Guttentag gebildet. 
Ende der 1920er Jahre fand im Kreis Guttentag entsprechend der Entwicklung im übrigen Preußen eine Gebietsreform statt, bei der bis auf zwei unbewohnte Forstgutsbezirke alle  Gutsbezirke aufgelöst und benachbarten Landgemeinden zugeteilt wurden. Am 1. April 1938 wurden die preußischen Provinzen Niederschlesien und Oberschlesien zur neuen Provinz Schlesien zusammengeschlossen.
Am 20. November 1939 erfolgte die Eingliederung des Landkreises Lublinitz aus dem Regierungsbezirk Kattowitz in den Regierungsbezirk Oppeln. Nunmehr wurde auch der Kreis Guttentag von Lublinitz aus mitverwaltet. Zum 18. Januar 1941 wurde die Provinz Schlesien abermals aufgelöst und aus den Regierungsbezirken Kattowitz und Oppeln die neue Provinz Oberschlesien gebildet. Am 21. Mai 1941 erhielt der Landkreis Lublinitz den eingedeutschten Namen Loben.
Zum 1. Juni 1941 wurden dann die beiden Landkreise Guttentag und Loben zum neuen Landkreis Loben mit dem Landratsamt in Loben vereinigt. Im Frühjahr 1945 wurde das ehemalige Gebiet des Kreises Guttentag durch die Rote Armee besetzt und gehört seitdem zu Polen.

## Einwohnerentwicklung
| Jahr | Einwohner | Quelle |
| ---- | --------- | ------ |
| 1933 | 20.052    | [ 2 ]  |
| 1939 | 21.167    | [ 2 ]  |

Bei der Volkszählung von 1939 waren 95 % der Einwohner katholisch und 5 % evangelisch.

## Landräte
1927–193300Otto Ulitzka
1933–193700 Rudolf Karl Wagner
1937–194100Heinrich Wartmann

## Kommunalverfassung
Mit Einführung des preußischen Gemeindeverfassungsgesetzes vom 15. Dezember 1933 gab es ab dem 1. Januar 1934 eine einheitliche Kommunalverfassung für alle preußischen Gemeinden. Mit Einführung der Deutschen Gemeindeordnung vom 30. Januar 1935 trat zum 1. April 1935 im Deutschen Reich eine einheitliche Kommunalverfassung in Kraft, wonach die bisherigen Landgemeinden nun als Gemeinden bezeichnet wurden.

## Gemeinden
Der Kreis Guttentag umfasste 1935 die folgenden Gemeinden:
| - Bzinitz - Charlottenthal - Cziasnau - Dzielna - Ellguth-Guttentag - Glowtschütz - Goslawitz - Guttentag, Stadt - Gwosdzian - Heine | - Jezowa - Klein Lagiewnik - Koschwitz - Makowtschütz - Mischline - Mollna - Pluder - Ponoschau - Rzendowitz - Schemrowitz | - Schierokau - Skrzidlowitz - Sorowski - Thursy - Warlow - Wendzin - Wilhelmshort - Zwoos |

## Ortsnamen
1936 wurden im Kreis Guttentag bis auf wenige Ausnahmen alle Gemeinden umbenannt. Das waren, da meist „nicht deutsch genug“, lautliche Angleichungen, Übersetzungen oder freie Erfindungen:
| - Bzinitz → Erzweiler O.S. - Cziasnau → Teichwalde - Dzielna → Grenzingen - Glowtschütz → Eichwege - Goslawitz → Goselgrund - Gwosdzian → Nagelschmieden - Jezowa → Kreuzenfeld - Klein Lagiewnik → Hedwigsruh - Koschwitz → Heidehammer - Makowtschütz → Mohntal - Mischline → Bachheiden - Mollna → Waldwiesen | - Pluder → Wildfurt - Ponoschau → Hegersfelde - Rzendowitz → Mühlental - Schemrowitz → Raunen - Schierokau → Breitenmarkt - Skrzidlowitz → Flügeldorf - Sorowski → Ostenwalde - Thursy → Iltenau - Warlow → Wiesenau O.S. - Wendzin → Windeck - Zwoos → Ahndorf O.S. |